# Naistevalla (Mulgi)
Naistevalla – wieś w Estonii, w prowincji Viljandi, w gminie Mulgi.